# ليندا باترسون
ليندا باترسون (بالإنجليزية: Lynda Patterson)‏ هي مربية نيوزيلندية، ولدت في 6 فبراير 1974 في مقاطعة داون في المملكة المتحدة، وتوفيت في 20 يوليو 2014 في كرايستشرش في نيوزيلندا.